# Bram de Graaf
Abraham Mathijs (Bram) de Graaf (Meeuwen, 7 september 1966) is een Nederlands historicus, journalist en schrijver van non-fictie boeken. Hij schrijft tevens artikelen en series voor tijdschriften.

## Leven en werk
De Graaf werd geboren in het Noord-Brabantse dorpje Meeuwen, behorende tot de voormalige gemeente Eethen, na meerdere herindelingen nu gemeente Altena.
Hij heeft zijn atheneumdiploma behaald in Gouda, daarna heeft hij van 1985 tot 1991 de studie geschiedenis in Utrecht met succes afgerond. Hij is afgestudeerd in de richting Latijns-Amerika Studies. Hij deed in 1989-1990 doctoraal onderzoek in Buenos Aires (Argentinië). 
Sinds 1992 is De Graaf werkzaam als journalist. Van 1992 tot 2005 bij de Nieuwe Revu en van 2005 tot 2014 bij Margriet.
Daarnaast is hij researcher van documentaires/docuseries over de Tweede Wereldoorlog voor verschillende tv-producenten onder andere In de voetsporen van de Bevrijding en In de voetsporen van D-day)
In 2006 werd hij genomineerd voor de Hard Gras Prijs voor sportjournalistiek.
Voor zijn boek Spion van Oranje:het oorlogsverhaal van Engelandvaarder Bram Grisnigt ontving hij de Kleio Klasseprijs 2017.
Zijn boeken zijn ook als e-boek of luisterboek verschenen.